# Nishesh Basavareddy
Nishesh Basavareddy (ur. 2 maja 2005 w Newport Beach) – amerykański tenisista.

## Kariera tenisowa
W 2022 zadebiutował w cyklu ITF Men’s Circuit oraz ATP Challenger Tour.
Startując w rozgrywkach juniorów, Nishesh Basavareddy w 2022 roku zwyciężył w US Open w grze podwójnej chłopców grając w parze z Ozanem Barisem. W finałowym meczu pokonali Boliwijczyka Juana Carlosa Prado Ángelo i Szwajcara Dylana Dietricha.
W rankingu gry pojedynczej najwyżej był na 1732. miejscu (15 sierpnia 2022), a w zestawieniu gry podwójnej na 1191. pozycji (8 sierpnia 2022).

### Finały juniorskich turniejów wielkoszlemowych

#### Gra podwójna (1–0)
| Końcowy wynik | Nr | Data             | Turniej            | Nawierzchnia | Partner    | Przeciwnicy                             | Wynik finału |
| ------------- | -- | ---------------- | ------------------ | ------------ | ---------- | --------------------------------------- | ------------ |
| Zwycięzca     | 1. | 10 września 2022 | US Open, Nowy Jork | Twarda       | Ozan Baris | Dylan Dietrich Juan Carlos Prado Ángelo | 6:1, 6:1     |